# The Who Tour 1972
The Who Tour 1972 fue una gira musical europea por parte de la banda británica The Who.

## Miembros de la banda
- Roger Daltrey – voz, armónica
- Pete Townshend – guitarra, voz
- John Entwistle – bajo, voz
- Keith Moon – batería, percusión, voz

## Lista de canciones interpretadas
1. "I Can't Explain"
2. "Summertime Blues" (Eddie Cochran, Jerry Capehart)
3. "My Wife" (John Entwistle)
4. "Baba O'Riley"
5. "Behind Blue Eyes"
6. "Bargain"
7. "Won't Get Fooled Again"
8. "Magic Bus"
9. "The Relay"
10. "Pinball Wizard"
11. "See Me, Feel Me"
12. "My Generation"
13. "Naked Eye"
14. "Long Live Rock" (played most nights)

## Fechas de la gira
| Fecha                    | Ciudad     | País        | Lugar                 |
| ------------------------ | ---------- | ----------- | --------------------- |
| 11 de agosto de 1972     | Frankfurt  | Germany     | Festhalle Frankfurt   |
| 12 de agosto de 1972     | Hamburg    | Germany     | Ernst-Merck-Halle     |
| 16 de agosto de 1972     | Brussels   | Belgium     | Vorst Nationaal       |
| 17 de agosto de 1972     | Ámsterdam  | Netherlands | Oude Rai              |
| 21 de agosto de 1972     | Copenhague | Denmark     | K.B. Hallen           |
| 23 de agosto de 1972     | Stockholm  | Sweden      | Kungliga tennishallen |
| 24 de agosto de 1972     | Gothenburg | Sweden      | Scandinavium          |
| 25 de agosto de 1972     | Copenhague | Denmark     | K.B. Hallen           |
| 28 de agosto de 1972     | Warsaw     | Poland      | Torwar Hall           |
| 30 de agosto de 1972     | Berlín     | Germany     | Deutschlandhalle      |
| 31 de agosto de 1972     | Essen      | Germany     | Grugahalle            |
| 2 de septiembre de 1972  | Vienna     | Austria     | Wiener Stadthalle     |
| 4 de septiembre de 1972  | Munich     | Germany     | Deutsches Museum      |
| 5 de septiembre de 1972  | Wetzikon   | Switzerland | Mehrzweckhalle        |
| 9 de septiembre de 1972  | Paris      | France      | Fête de l'Humanité    |
| 10 de septiembre de 1972 | Lyon       | France      | Sports Palais         |
| 14 de septiembre de 1972 | Rome       | Italy       | Palasport             |